# Herb Bierutowa
Herb Bierutowa – jeden z symboli miasta Bierutów i gminy Bierutów w postaci herbu, ustanowiony uchwałą rady miejskiej nr XLVIII/423/18 z 11 października 2018.

## Wygląd i symbolika
Herb Bierutowa przedstawia czerwoną tarczę hiszpańską, na której widnieją trzy zakrzywione białe haki (szprychy), spięte białym pierścieniem, a pomiędzy nimi znajdują się trzy sześcioramienne złote gwiazdy.

## Historia
Trzy haki spięte pierścieniem, bez gwiazd, widniały na wszystkich pieczęciach miasta od XIV wieku. Najdawniejsza znana pieczęć pochodzi z 10 lutego 1340 roku. W XIV wieku istniała też druga pieczęć przedstawiająca herb z gwiazdami. W XVII wieku pojawiła się pieczęć z udostojnieniem herbu Bierutowa, przedstawiająca „godło miasta otoczone kwiatami, podtrzymywane przez stojących z tyłu aniołów”, czyli herb duży. Według statutu miasta z 2018 roku, używany jest tylko herb mały. Jedna z hipotez powstania herbu Bierutowa związana jest z patronką miasta św. Katarzyną Aleksandryjską, która została scięta. Hipoteza mówi, że haki to szprychy koła służącego do łamania, a gwiazdy to odpryski tegoż łamania.

## Galeria

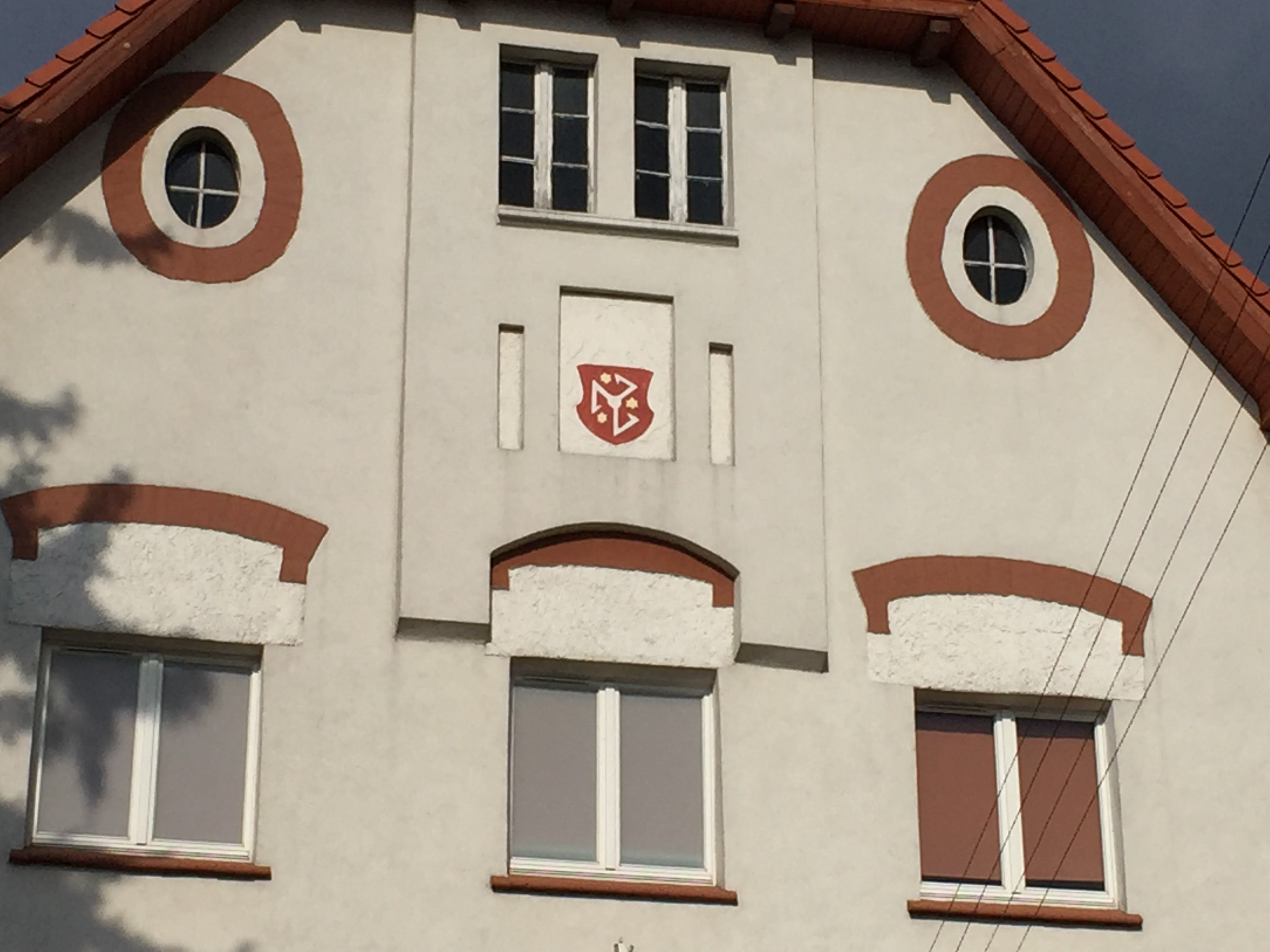
Herb Bierutowa na elewacji dawnego szpitala (współcześnie przychodnia zdrowia)
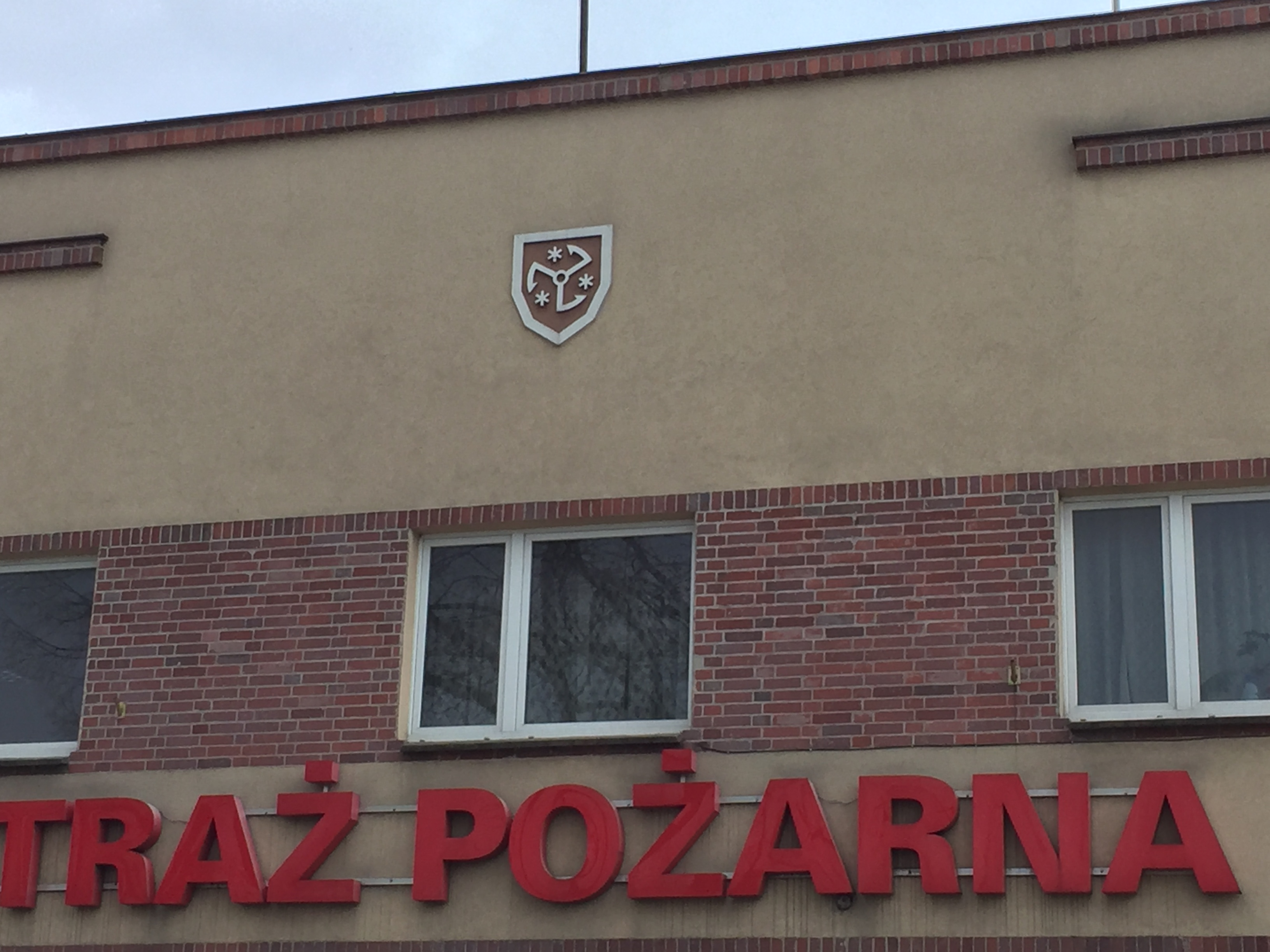
Herb Bierutowa na budynku Straży Pożarnej
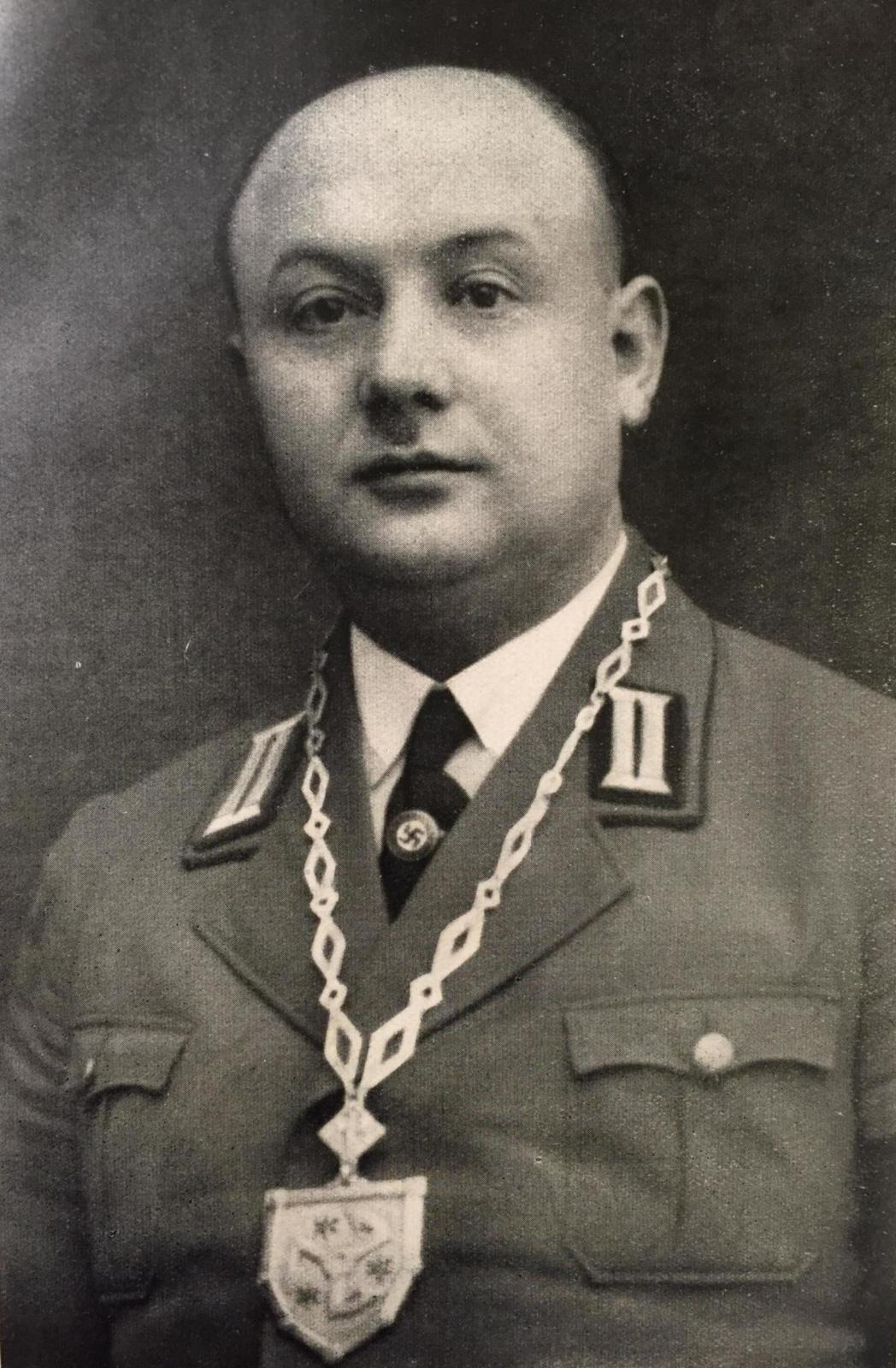
Burmistrz Bierutowa (Bernstadt) Richard Hoffmann (1934-1938) z łańcuchem z herbem Bierutowa
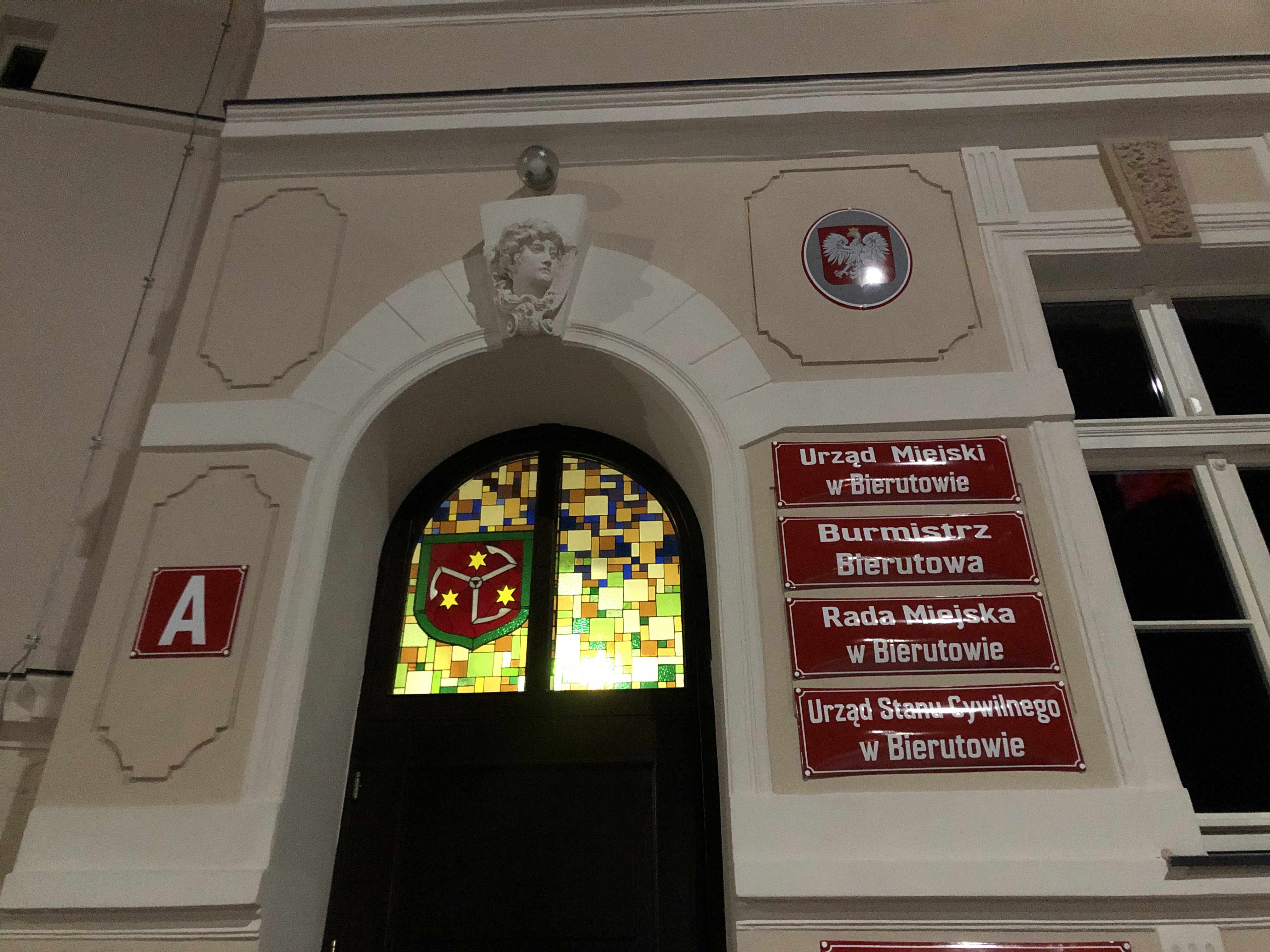
Witrażowy herb Bierutowa nad wejściem do Urzędu Miejskiego, wykonany w latach 2005-2006
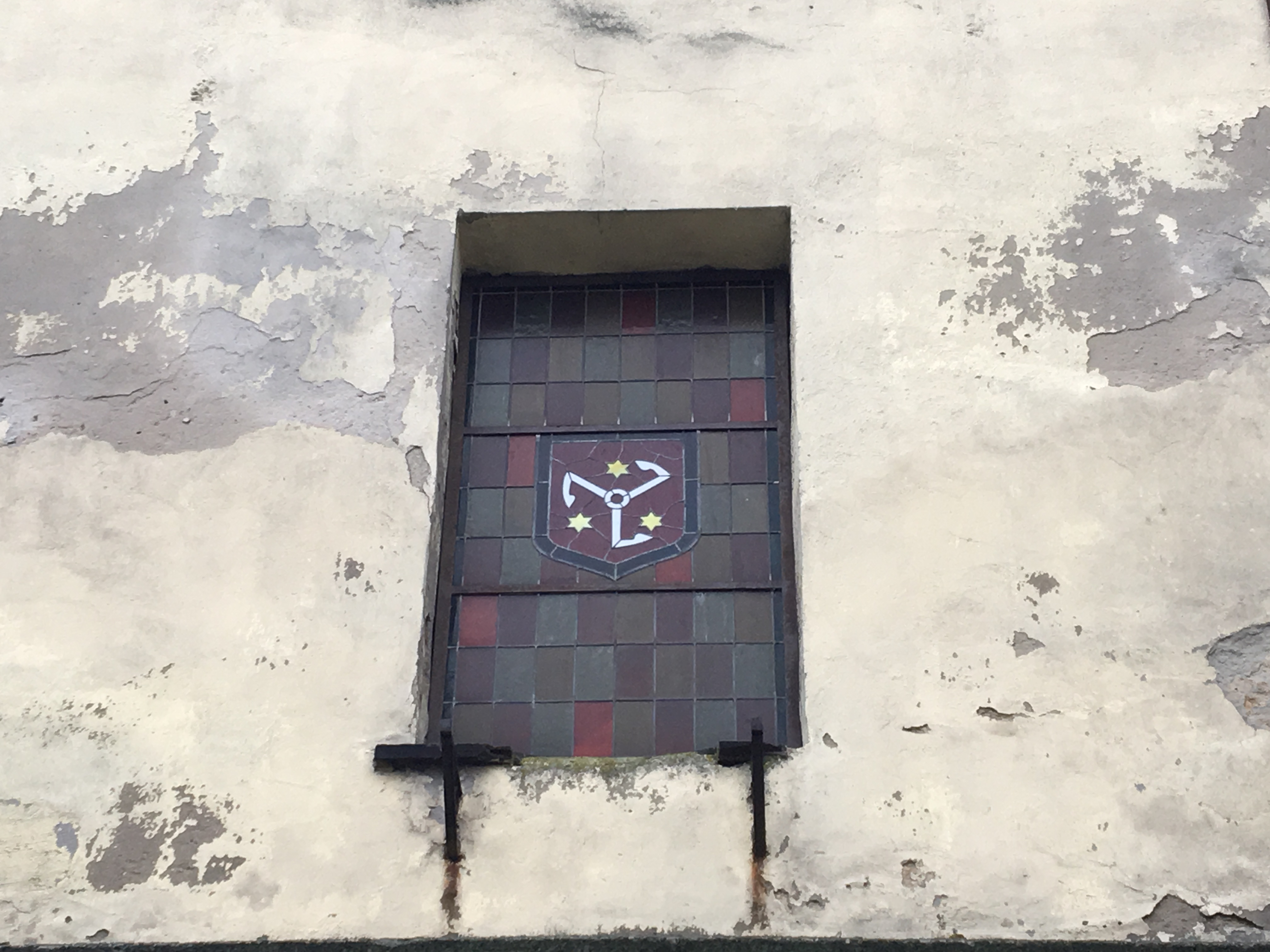
Witrażowy herb Bierutowa w oknie wieży ratuszowej w Bierutowie, wykonany w latach 2005-2006, początkowo podświetlany w nocy od wewnątrz wieży oraz przyozdobiony żywymi kwiatami
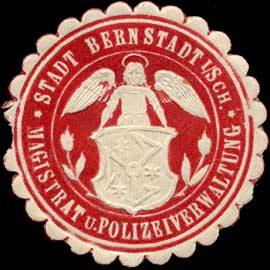
Siegelmarke Magistratu w Bierutowie oraz lokalnej policji z przełomu XIX i XX w.
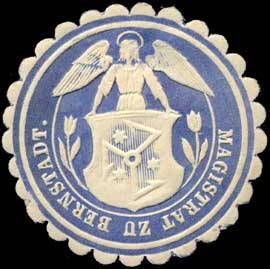
Siegelmarke Magistratu miejskiego z przełomu XIX i XX w.